# Cebulki
Cebulki (niem. Pilgramsaue) – osada w Polsce położona w województwie warmińsko-mazurskim, w powiecie nidzickim, w gminie Kozłowo. W latach 1975–1998 miejscowość administracyjnie należała do województwa olsztyńskiego.
W roku 1871 figurowała w spisach jako Wybudowanie Pielgrzymkowe (osada, na Mazurach kolonie nazywane są wybudowaniem), składające się z trzech domów. W tym czasie w osadzie mieszkały 23 osoby. W roku 1933 był to majątek ziemski, w którym mieszkały 72 osoby.